# Чиджинду Уджа
Чиджинду Андре Уджа (англ. Chijindu Andre E. O. Ujah; нар. 5 березня 1994) — британський легкоатлет нігерійського походження, який спеціалізується в бігу на короткі дистанції.

## Спортивні досягнення
Фіналіст (5-е місце) змагань з естафетного бігу 4×100 метрів на Олімпіаді-2016 (виступав у попередньому забігу). На Іграх-2016 також брав участь у бігу на 100 метрів, де зупинився на чвертьфінальній стадії.
Чемпіон світу з естафетного бігу 4×100 метрів (2017).
Бронзовий призер з естафетного бігу 4×100 метрів на Світових естафетах (2019).
Чемпіон Діамантової ліги з бігу на 100 метрів (2017).
Фіналіст (6-е місце) з бігу на 100 метрів на чемпіонаті світу серед юніорів (2012).
Дворазовий чемпіон Європи з естафетного бігу 4×100 метрів (2016, 2018). Фіналіст (4-е місце) змагань з бігу на 100 метрів на чемпіонаті Європи (2018).
Переможець змагань з естафетного бігу 4×100 метрів на командному чемпіонаті Європи (2017).
Чемпіон Європи серед юніорів з бігу на 100 метрів (2013).
Чемпіон Великої Британії з бігу на 100 метрів (2015, 2021).
Чемпіон Великої Британії в приміщенні з бігу на 60 метрів (2015, 2018).
Ексрекордсмен Європи з естафетного бігу 4×100 метрів — 37,47 (2017).

## Допінг
По закінченні Олімпіади-2021, в якій Уджа брав участь в естафетному бігу 4×100 метрів, був відсторонений від змагань за підозрою у порушенні антидопінгових правил внаслідок виявлення в його крові забороненого препарату. 18 лютого 2022 Спортивний арбітражний суд підтвердив порушення спортсмена, внаслідок чого британські спринтери були позбавлені срібних нагород. За порушення антидопінгових правил, виявлене на Олімпіаді, Уджі було заборонено брати участь у змаганнях з 6 серпня 2021 до 5 червня 2023.